# Оганесян, Рафаэль
Рафаэль Оганесян (арм. Ռաֆայել Հովհաննիսյան; род. 2001, Ереван, Армения) — перспективный армянский боксёр-любитель, выступающий в полутяжёлой и в первой тяжёлой весовых категориях. Член сборной Армении по боксу, серебряный призёр чемпионата Европы (2022), чемпион Армении (2021), многократный победитель и призёр международных и национальных турниров в любителях.

## Биография
Рафаэль Оганесян родился в 2001 году в городе Ереване, в Армении.

## Любительская карьера
В сентябре 2021 года стал чемпионом Армении в весе до 86 кг, на чемпионате проходившем в Ереване, в финале победив Гора Нерсесяна.
В мае 2022 года стал серебряным призёром чемпионата Европы в Ереване (Армения), в категории 1-го тяжёлого веса (до 86 кг). Где он в 1/8 финала соревнований по очкам единогласным решением судей победил опытного болгарского боксёра Кристиана Димитрова, затем в четвертьфинале он по очкам (5:0) единогласным решением судей победил опытного бельгийца Виктора Шельстрата, в полуфинале по очкам (5:0) единогласным решением судей победил поляка Томаша Недзвецкого, но в финале, в очень конкурентном бою, по очкам (0:4) решением большинства судей проиграл опытному грузину Георгию Кушиташвили, — который в итоге стал чемпионом Европы 2022 года.
В мае 2023 года стал четвертьфиналистом чемпионата мира в Ташкенте (Узбекистан), в весе до 86 кг, где он в четвертьфинале по очкам (0:5) опять проиграл опытному грузину Георгию Кушиташвили, — который в итоге стал бронзовым призёром данного чемпионата.